# Complot géorgien de 1832
 (novembre 2020).
Le complot géorgien de 1832 (en géorgien: 1832 წლის შეთქმულება) est un complot impliquant la royauté et la noblesse géorgiennes pour restaurer l'État géorgien et sa monarchie de la dynastie Bagrationi.
La Géorgie orientale est annexée (en) par l'Empire russe en 1801, rompant les termes du traité de Gueorguievsk. Les membres de la dynastie royale Bagrationi sont alors déportés vers les provinces russes et le contrôle russe est reconnu en 1813 par le traité de Golestan. Les géorgiens, insatisfaits de la domination russe, aspirent à la suppression de la domination russe et au retour de leur dynastie royale. L'objectif de l'indépendance est maintenu en vie principalement par le prince Okropir (en) de Géorgie, un fils du dernier monarque géorgien de l'est, Georges XII. Okropir et d'autres géorgiens organisent des rassemblements d'étudiants géorgiens à Moscou et à Saint-Pétersbourg, essayant de leur inspirer un sentiment patriotique envers leur pays sous la domination russe. Cela aboutit à la création d'une société secrète à Tbilissi dont l'objectif principal est le rétablissement d'un royaume indépendant sous les Bagrationi détrônés. Okropir lui-même visite la Géorgie en 1830 et s'entretient avec les principaux conspirateurs, parmi lesquels des membres aristocrates géorgiens des maisons princières Orbeliani et Eristavi, ainsi qu'avec le philosophe Solomon Dodashvili. Le complot est également soutenu par les Géorgiens de l'ouest, c'est-à-dire du royaume d'Iméréthie aboli par la Russie, ainsi que par les membres de la maison Chervachidzé qui dirige l'Abkhazie.
La plupart des conspirateurs géorgiens ne sont pas des républicains libéraux, mais plutôt des monarchistes et des nationalistes. Il est proposé d'inviter le commandant en chef russe en Géorgie avec d'autres membres de leur administration à un grand bal à Tbilissi et à un signal donné, ils devaient tous être assassinés. Les géorgiens devaient alors s'emparer de la Passe de Darial pour bloquer les renforts russes, et le prince Aleksandre de Géorgie (en), fils du roi géorgien Héraclius II (roi de Géorgie) devait revenir de Perse pour être proclamé roi de Géorgie.
Le bal au cours duquel les officiers et membres de l'administration russes doivent être tués est prévu pour le 20 novembre 1832, mais il est reporté de façon inattendue, d'abord au 9 décembre, puis au 20 décembre. Au début du mois de décembre, toute l'affaire est révélée aux autorités par l'un des conspirateurs, le prince Palavandishvili, et tous sont arrêtés. Dix des conspirateurs accusés sont condamnés à mort, mais plus tard ils sont condamnés à du sursis et déportés vers des provinces russes éloignées, en grande partie en raison de leur statut aristocratique. Le complot de 1832, bien qu'échoué, joue un rôle important dans le mouvement de libération nationale que les géorgiens chercheront à organiser de manière plus fructueuse.